# Siparia
Siparia es una localidad de Trinidad y Tobago, que forma parte de la región de Siparia.

## Geografía
La localidad abarca parte de la isla Trinidad y limita al norte con Robert Hill-Siparia, Thick Village y De Gannes Village, al sur con Penal Quinam Beach Road (localidad perteneciente a la región de Penal-Debe), al este con Syne Village y Mendez Village (localidad perteneciente a la región de Penal-Debe) y al oeste con Sudama Village y Quarry Village.

## Demografía
Datos demográficos de la localidad de Siparia:
| Gráfica de evolución demográfica de Siparia entre 2000 y 2011 |
|                                                               |